# Stade Émile Mayrisch
Stade Émile Mayrisch – stadion piłkarski i lekkoatletyczny położony w południowo-zachodniej części Luksemburga, w miejscowości Esch-sur-Alzette. Aktualna siedziba klubu piłkarskiego CS Fola Esch oraz atletycznego CA Fola Esch. Stadion ma pojemność 3 900 osób. Nazwa pochodzi od Émila Mayrischa, luksemburskiego przemysłowca i pioniera przemysłu stalowego.